# Петков, Любен
Любен Петков Малек (исп. Luben Petkoff Malec, 11 мая 1933, София, Болгария — 21 января 1999, Лондон, Англия) — венесуэльский революционер болгарско-польско-еврейского происхождения, один из руководителей Вооружённых сил национального освобождения (заместитель Дугласа Браво). Брат Мирко (убит в 1956) и Теодоро Петковых. 24 июля 1966 года в сопровождении 14 добровольцев-кубинцев совершил высадку на побережье венесуэльского штата Фалькон.